# Bavarians FC
Der Bavarians Football Club  ist ein 2014 gegründeter mongolischer Fußballverein aus Ulaanbaatar, der aktuell in der zweiten Liga, der Mongolia 1st League, spielt.

## Geschichte
Der Verein wurde 2014 von Anhängern des Bundesligisten FC Bayern München in Ulaanbaatar gegründet. 2020 spielte der Klub im Nationalen Amateurpokal. Am Ende der Saison stieg der Klub in die Dritte Liga auf. Die Saison 2021/22 wurde man Meister und stieg in die Zweite Liga auf. In der ersten Zweitligasaison belegte man den zweiten Tabellenplatz und qualifizierte sich für die Relegationsspiele zur erste Liga. Hier konnte man sich gegen den Erstligisten BCH Lions durchsetzen. Ab der Saison 2023/24 spielen die Bavarians erstklassig.

## Erfolge
- Mongolischer Zweitligavizemeister: 2022/23  ▲
- Mongolischer Drittligameister: 2021/22  ▲

## Stadion

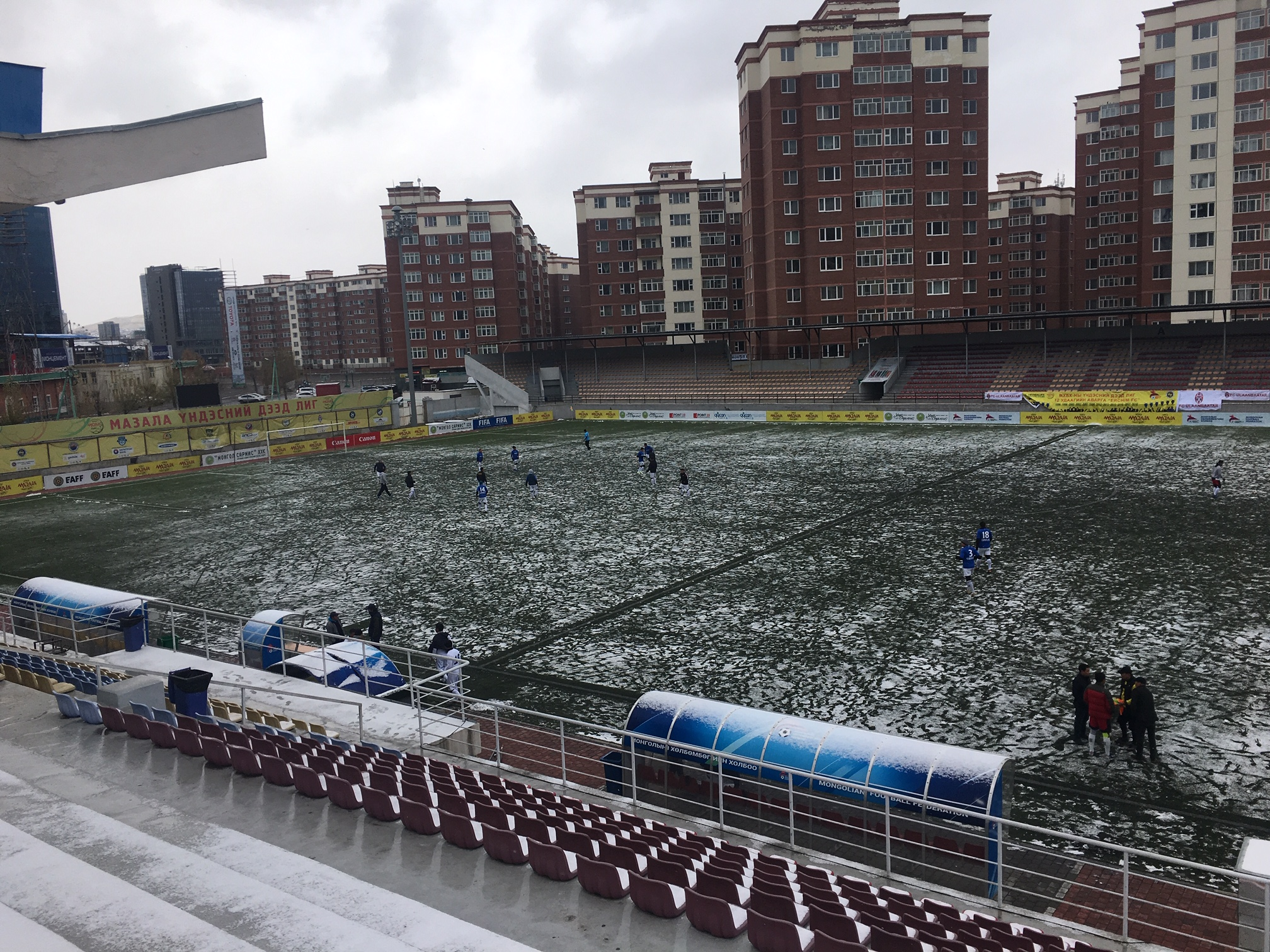
MFF Football Centre

Der Verein trägt seine Heimspiele im MFF Football Centre in  Ulaanbaatar aus. Das Stadion hat ein Fassungsvermögen von 5000 Personen.

## Saisonplatzierung
| Saison  | Liga                    | Level | Platz           | Mongolia Cup |
| ------- | ----------------------- | ----- | --------------- | ------------ |
| 2020    | National Amateur Cup    | 4     | Gruppe F – 2. ▲ |              |
| 2021    | Mongolia Second League  | 3     | 4.              |              |
| 2021/22 | Mongolia Second League  | 3     | 1. ▲            |              |
| 2022/23 | Mongolia 1st League     | 2     | 2. ▲            | Achtelfinale |
| 2023/24 | National Premier League | 1     | 10. ▼           | Achtelfinale |
| 2024/25 | Mongolia 1st League     | 2     |                 |              |

## Trainer
| Trainer                  | Nation   | von            | bis           |
| ------------------------ | -------- | -------------- | ------------- |
| Orgilsaikhan Bayarmagnai | Mongolei | 1. Januar 2022 | 22. Juli 2023 |
| Nikola Vitorovic         | Serbien  | 23. Juli 2023  | heute         |